# Jan Laugesen
Jan Wulff Laugesen (født 23. oktober 1964) er en dansk håndboldtræner, der tidligere har været for KIF Vejen i tre omgangeog før det for HC Odense fra sommeren 2010 til sommeren 2011 . Før det var han cheftræner i SønderjyskE i fire år, og har derudover også været træner i Horsens, Viborg, Frederikshavn og Kolding samt for Grønland, hvor han deltog ved VM.